# كأس الاتحاد الإنجليزي 1983–84
كأس الاتحاد الإنجليزي 1983–84 (بالإنجليزية: 1983–84 FA Cup)‏ هو الموسم 103 من  كأس الاتحاد الإنجليزي. الذي يشرف على تنظيمه الاتحاد الإنجليزي لكرة القدم، وفاز فيه نادي إيفرتون.